# 제8차 십자군

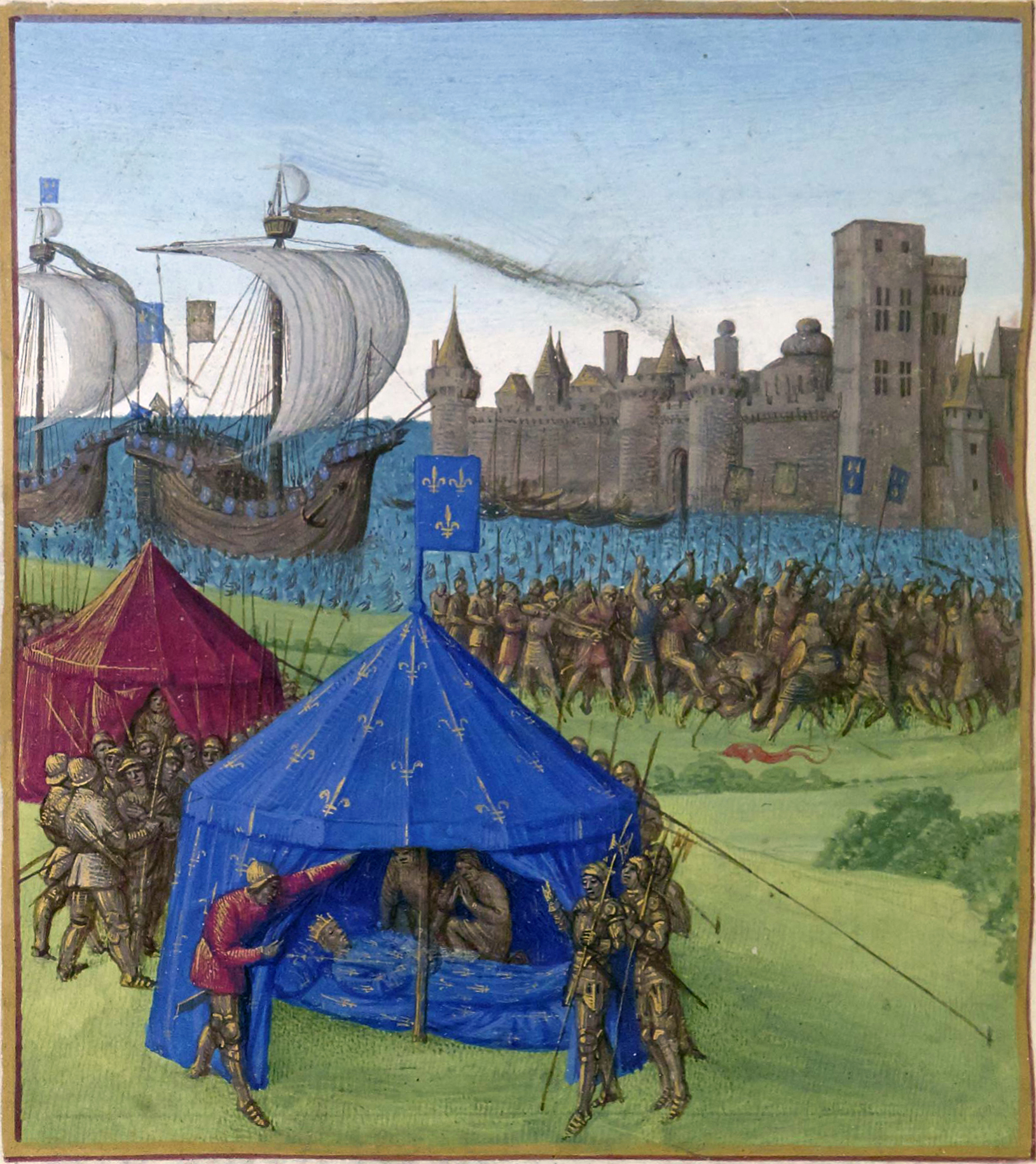

제8차 십자군은 1270년 튀니스에 대항하여 루이 9세가 시작한 십자군이다.
1265년 루이 9세는 샤를 당주의 시칠리아 왕관 수락을 승인했다. 물론 이탈리아 문제에 대한 개입의 위험성을 알고 있던 그로서는 반드시 이에 전면적으로 찬동한 것은 아니었다. 5년 후인 1270년 루이 9세는 프랑크 시리아의 나머지 거점을 차례로 공략하고 있던 마물루크 왕조의 공세를 저지하기 위해 제8회 십자군을 일으켰다. 그러나 이 십자군은 시칠리아 왕으로서 북부 아프리카 문제에 큰 관심을 품고 있던 샤를 당주의 제언을 받아들여, 튀니지로 방향을 돌리고 말았다. 그리고 루이 9세도 같은 해에 마침내 그곳에서 병사하고 말았다.

## 같이 보기
- 십자군 국가
- 예루살렘 왕국